# Phascolion psammophilum
Phascolion psammophilum är en stjärnmaskart som beskrevs av Rice 1993. Phascolion psammophilum ingår i släktet Phascolion och familjen Phascoliidae. Inga underarter finns listade i Catalogue of Life.